# Ensign N177
Ensign N177 – samochód Formuły 1, zaprojektowany przez Dave'a Baldwina i Mo Nunna, skonstruowany przez Ensign Racing. Był używany w latach 1977–1979.

## Historia
Samochód był rozwinięciem modelu N176, który w wyniku konfliktu między Mo Nunnem i HB Bewaking był zupełnie nowym samochodem na sezon 1976. Na sezon 1977 Nunn skompletował większy budżet dzięki wsparciu Teddy'ego Yipa oraz wystawił model N177. Był to pojazd oparty na N176, a zmiany dotyczyły jedynie szczegółów w projekcie nadwozia. W sezonie 1977 Clay Regazzoni i Patrick Tambay zdobyli łącznie dziesięć punktów, co było najlepszym wynikiem w historii startów Ensign w Formule 1. Samochód był wykorzystywany do 1979 roku, a w jednym z egzemplarzy bez efektów wykorzystano efekt przyziemny. Następcą pojazdu był Ensign N179. Zbudowano cztery egzemplarze modelu, z czego jeden był wykorzystywany wyłącznie w Brytyjskiej Formule 1.

## Wyniki
| Legenda oznaczeń w tabelach wyników Wyświetl szablon na nowej stronie | Legenda oznaczeń w tabelach wyników Wyświetl szablon na nowej stronie                                                                     |
| Oznaczenie                                                            | Wyjaśnienie |
| --------------------------------------------------------------------- | --- |
| Złoty                                                                 | Zwycięzca lub mistrzostwo |
| Srebrny                                                               | 2. miejsce lub wicemistrzostwo |
| Brązowy                                                               | 3. miejsce lub II wicemistrzostwo |
| Zielony                                                               | Ukończył, punktował (w klasyfikacji generalnej, gdy zdobył co najmniej jeden punkt na przestrzeni sezonu, poza trzema powyższymi opcjami) |
| Niebieski                                                             | Ukończył, nie punktował (w klasyfikacji generalnej, gdy nie zdobył co najmniej jednego punktu na przestrzeni sezonu)                      |
| Czerwony                                                              | Nie zakwalifikował się (NZ) |
| Czerwony                                                              | Nie prekwalifikował się (NPK) |
| Różowy                                                                | Nie ukończył (NU) |
| Różowy                                                                | Niesklasyfikowany (NS) (w klasyfikacji generalnej, gdy nie został sklasyfikowany w żadnym wyścigu sezonu)                                 |
| Czarny                                                                | Zdyskwalifikowany (DK) |
| Czarny                                                                | Wykluczony (WYK/EX) |
| Biały                                                                 | Nie wystartował (NW) |
| Biały                                                                 | Kontuzjowany (K/INJ) |
| Biały                                                                 | Wyścig odwołany (OD/C) |
| Bez koloru                                                            | Został wycofany (WYC/WD) |
| Bez koloru                                                            | Nie przybył (NP/DNA) |
| Bez koloru                                                            | Nie brał udziału w treningach (NT/DNP) |
| Bez koloru                                                            | Nie został zgłoszony (–) |
| Pogrubienie                                                           | Start z pole position |
| Kursywa                                                               | Najszybsze okrążenie wyścigu |
| †                                                                     | Nie ukończył, ale jego rezultat został zaliczony ze względu na przejechanie więcej niż 90% dystansu wyścigu.                              |
| *                                                                     | Sezon w trakcie |
| 1/2/3                                                                 | Punktowana pozycja w sprincie kwalifikacyjnym                                                                                             |
| Lista systemów punktacji Formuły 1                                    | |

Źródło: Stats F1
| Sezon | Zespół                          | Silnik | Kierowcy          | Wyniki w poszczególnych eliminacjach | Wyniki w poszczególnych eliminacjach | Wyniki w poszczególnych eliminacjach | Wyniki w poszczególnych eliminacjach | Wyniki w poszczególnych eliminacjach | Wyniki w poszczególnych eliminacjach | Wyniki w poszczególnych eliminacjach | Wyniki w poszczególnych eliminacjach | Wyniki w poszczególnych eliminacjach | Wyniki w poszczególnych eliminacjach | Wyniki w poszczególnych eliminacjach | Wyniki w poszczególnych eliminacjach | Wyniki w poszczególnych eliminacjach | Wyniki w poszczególnych eliminacjach | Wyniki w poszczególnych eliminacjach | Wyniki w poszczególnych eliminacjach | Wyniki w poszczególnych eliminacjach | Wyniki kierowców | Wyniki kierowców | Wyniki konstruktora | Wyniki konstruktora |
| 1977  |                                 |        |                   | Argentyna                            | Brazylia                             |                                      | Stany Zjednoczone                    |                                      | Monako                               | Belgia                               | Szwecja                              | Francja                              | Wielka Brytania                      | Niemcy                               | Austria                              | Holandia                             | Włochy                               | Stany Zjednoczone                    | Kanada                               | Japonia                              | Pkt.             | Msc.             | Pkt.                | Msc.                |
| ----- | ------------------------------- | ------ | ----------------- | ------------------------------------ | ------------------------------------ | ------------------------------------ | ------------------------------------ | ------------------------------------ | ------------------------------------ | ------------------------------------ | ------------------------------------ | ------------------------------------ | ------------------------------------ | ------------------------------------ | ------------------------------------ | ------------------------------------ | ------------------------------------ | ------------------------------------ | ------------------------------------ | ------------------------------------ | ---------------- | ---------------- | ------------------- | ------------------- |
| 1977  | Team Tissot Ensign with Castrol | Ford   | Clay Regazzoni    | 6                                    | NU                                   | 9                                    | NU                                   | NU                                   | NZ                                   | NU                                   | 7                                    | 7                                    | NZ                                   | NU                                   | NU                                   | NU                                   | 5                                    | 5                                    | NU                                   | NU                                   | 5                | 17               | 10                  | 10                  |
| 1977  | Team Tissot Ensign with Castrol | Ford   | Jacky Ickx        | -                                    | -                                    | -                                    | -                                    | -                                    | 10                                   | -                                    | -                                    | -                                    | -                                    | -                                    | -                                    | -                                    | -                                    | -                                    | -                                    | -                                    | 0                | 34               | 10                  | 10                  |
| 1977  | Theodore Racing Hong Kong       | Ford   | Patrick Tambay    | -                                    | -                                    | -                                    | -                                    | -                                    | -                                    | -                                    | -                                    | -                                    | NU                                   | 6                                    | NU                                   | 5                                    | NU                                   | NZ                                   | 5                                    | NU                                   | 5                | 18               | 10                  | 10                  |
| 1978  |                                 |        |                   | Argentyna                            | Brazylia                             |                                      | Stany Zjednoczone                    | Monako                               | Belgia                               |                                      | Szwecja                              | Francja                              | Wielka Brytania                      | Niemcy                               | Austria                              | Holandia                             | Włochy                               | Stany Zjednoczone                    | Kanada                               |                                      | Pkt.             | Msc.             | Pkt.                | Msc.                |
| 1978  | Team Tissot Ensign              | Ford   | Danny Ongais      | NU                                   | NU                                   | -                                    | -                                    | -                                    | -                                    | -                                    | -                                    | -                                    | -                                    | -                                    | -                                    | -                                    | -                                    | -                                    | -                                    |                                      | 0                | NS               | 1                   | 14                  |
| 1978  | Team Tissot Ensign              | Ford   | Lamberto Leoni    | NU                                   | NW                                   | NZ                                   | NZ                                   | -                                    | -                                    | -                                    | -                                    | -                                    | -                                    | -                                    | -                                    | -                                    | -                                    | -                                    | -                                    |                                      | 0                | NS               | 1                   | 14                  |
| 1978  | Team Tissot Ensign              | Ford   | Jacky Ickx        | -                                    | -                                    | -                                    | -                                    | NU                                   | 12                                   | NU                                   | NZ                                   | -                                    | -                                    | -                                    | -                                    | -                                    | -                                    | -                                    | -                                    |                                      | 0                | 32               | 1                   | 14                  |
| 1978  | Team Tissot Ensign              | Ford   | Bernard de Dryver | -                                    | -                                    | -                                    | -                                    | -                                    | NZ                                   | -                                    | -                                    | -                                    | -                                    | -                                    | -                                    | -                                    | -                                    | -                                    | -                                    |                                      | 0                | NS               | 1                   | 14                  |
| 1978  | Team Tissot Ensign              | Ford   | Derek Daly        | -                                    | -                                    | -                                    | -                                    | -                                    | -                                    | -                                    | -                                    | NZ                                   | NU                                   | -                                    | DK                                   | NU                                   | 10                                   | 8                                    | 6                                    |                                      | 1                | 20               | 1                   | 14                  |
| 1978  | Team Tissot Ensign              | Ford   | Nelson Piquet     | -                                    | -                                    | -                                    | -                                    | -                                    | -                                    | -                                    | -                                    | -                                    | -                                    | NU                                   | -                                    | -                                    | -                                    | -                                    | -                                    |                                      | 0                | 28               | 1                   | 14                  |
| 1978  | Team Tissot Ensign              | Ford   | Brett Lunger      | -                                    | -                                    | -                                    | -                                    | -                                    | -                                    | -                                    | -                                    | -                                    | -                                    | -                                    | -                                    | -                                    | -                                    | 13                                   | -                                    |                                      | 0                | 22               | 1                   | 14                  |
| 1978  | Sachs Racing                    | Ford   | Harald Ertl       | -                                    | -                                    | -                                    | -                                    | -                                    | -                                    | -                                    | -                                    | -                                    | -                                    | 11                                   | NU                                   | NPK                                  | NPK                                  | -                                    | -                                    |                                      | 0                | 30               | 1                   | 14                  |
| 1979  |                                 |        |                   | Argentyna                            | Brazylia                             |                                      | Stany Zjednoczone                    |                                      | Belgia                               | Monako                               | Francja                              | Wielka Brytania                      | Niemcy                               | Austria                              | Holandia                             | Włochy                               | Stany Zjednoczone                    | Kanada                               |                                      |                                      | Pkt.             | Msc.             | Pkt.                | Msc.                |
| 1979  | Team Ensign                     | Ford   | Derek Daly        | 11                                   | 13                                   | -                                    | -                                    | NZ                                   | NZ                                   | -                                    | -                                    | -                                    | -                                    | -                                    | -                                    | -                                    | -                                    | -                                    |                                      |                                      | 0                | 26               | 0                   | 15                  |